# Landschaftsschutzgebiet Laurenzius- und Waldbach

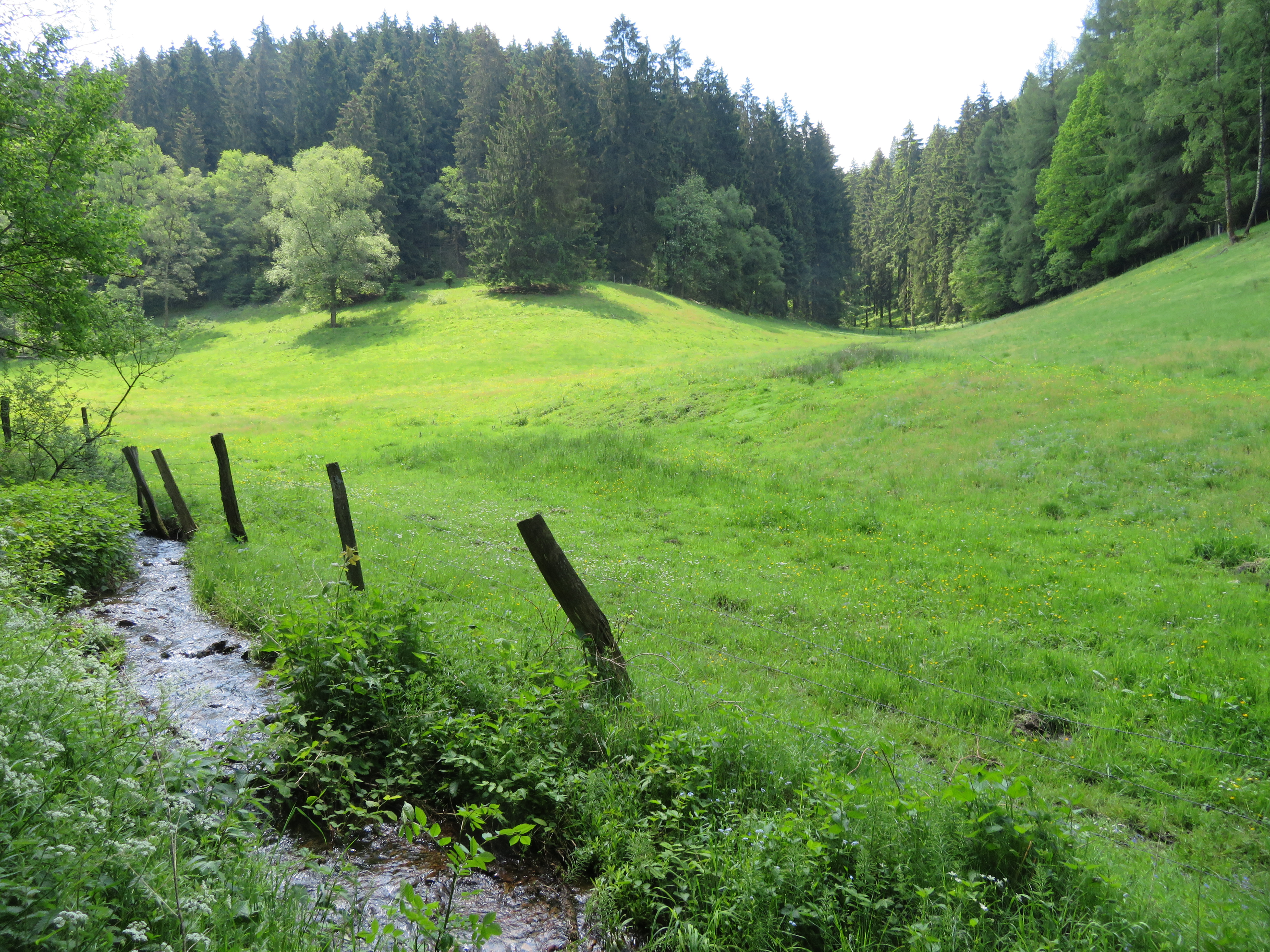
Westbereich vom Landschaftsschutzgebiet Laurenzius- und Waldbach

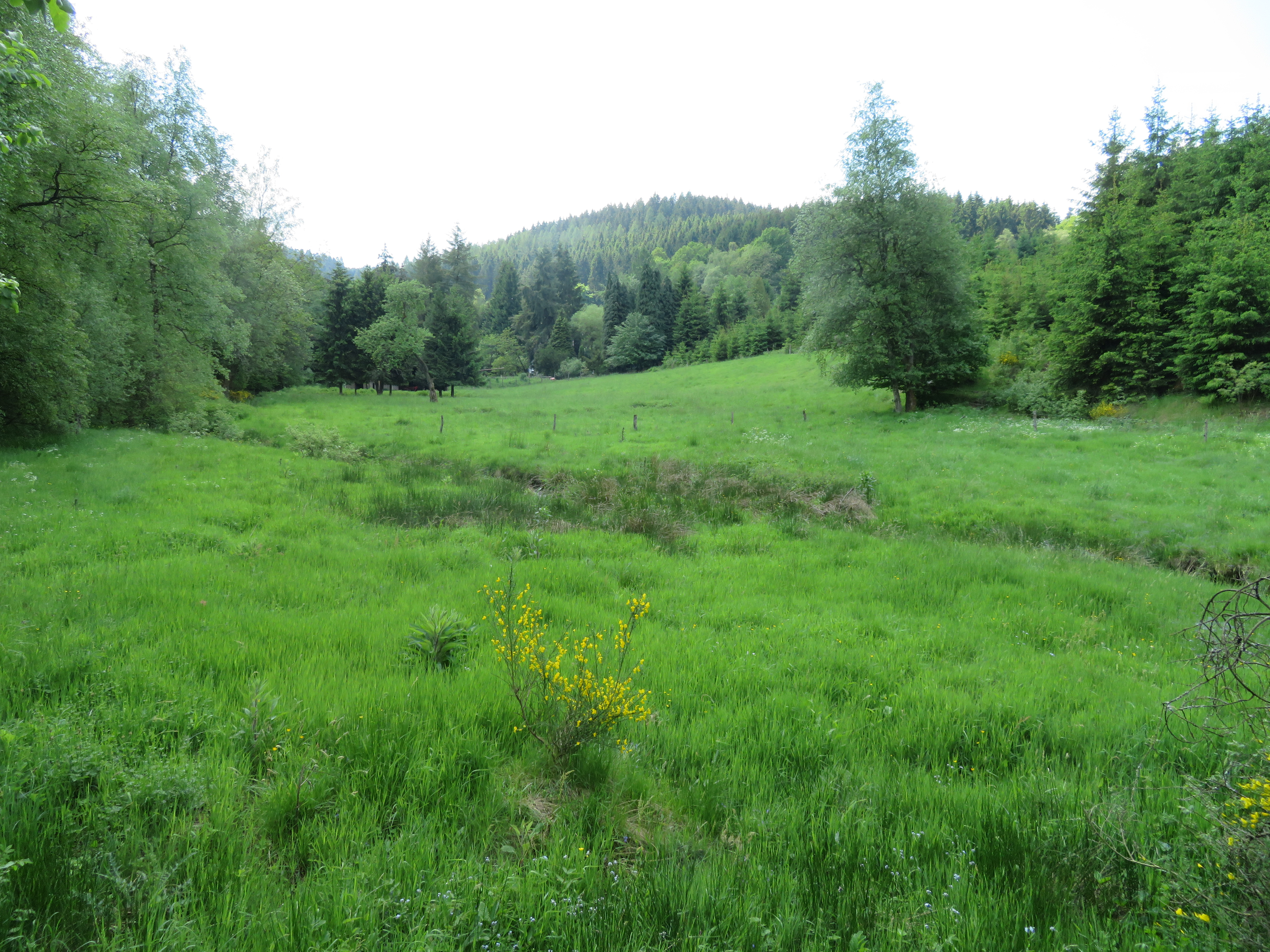
Östlich Gehren am Waldbach

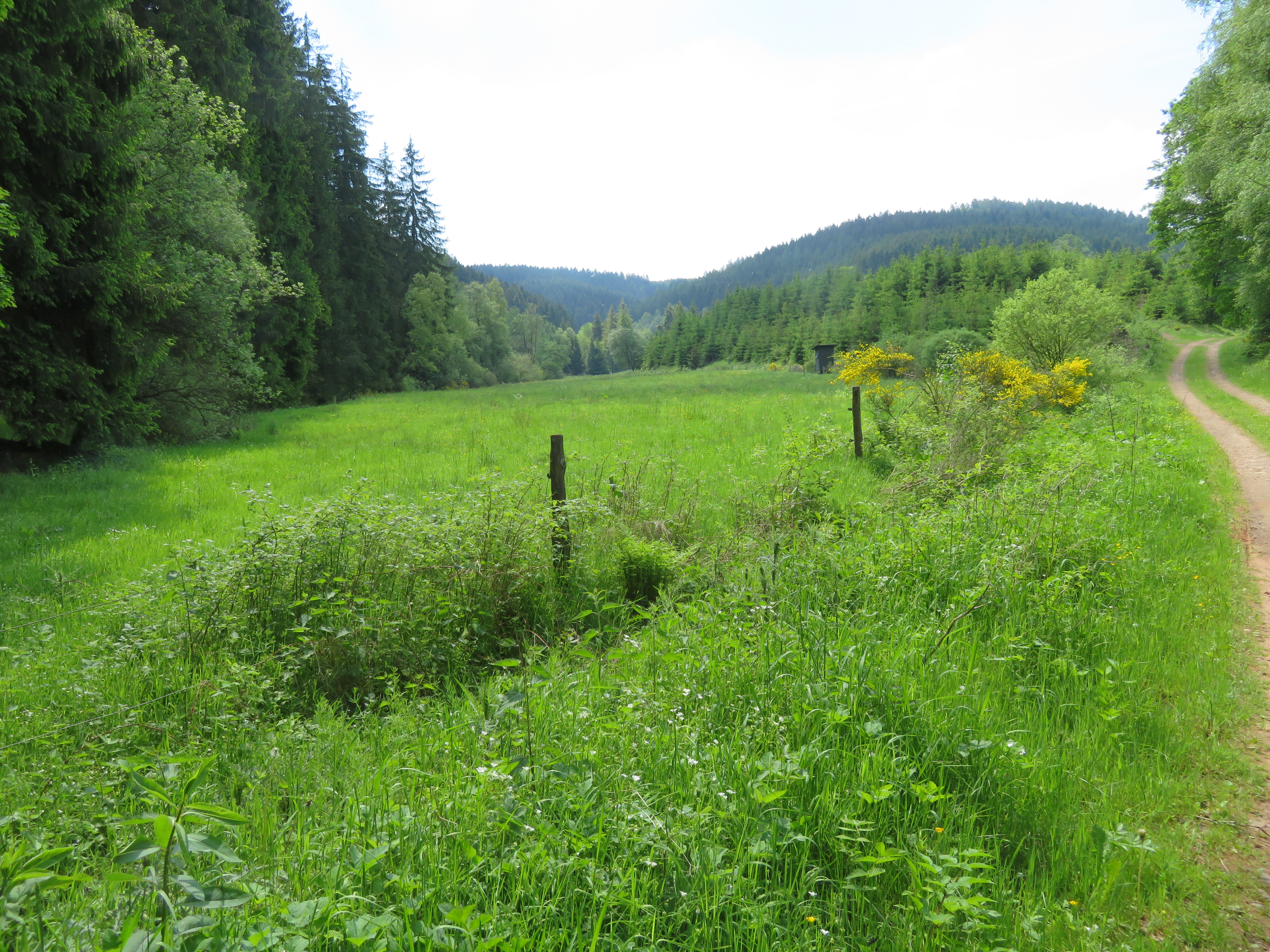
Bereich am Laurenziusbach

Das Landschaftsschutzgebiet Laurenzius- und Waldbach mit 6,1 ha Flächengröße liegt südlich des Weilers Endorferhütte im Stadtgebiet von Sundern im Hochsauerlandkreis. Es wurde 2019 bei der Neuaufstellung vom Landschaftsplan Sundern durch den Kreistag des Hochsauerlandkreises als Landschaftsschutzgebiet (LSG) vom Typ C, Wiesentäler und bedeutsames Extensivgrünland, ausgewiesen. Es ist umgeben vom Landschaftsschutzgebiet Sundern. Vorher war das Gebiet ab 1993 Teil des Landschaftsschutzgebiet Sundern gewesen. Das LSG grenzt direkt an den Wohnplatz Gehren und reicht im Süden an die Stadtgrenze.

## Beschreibung
Das LSG umfasst Grünlandflächen in der Talsohlen der Gewässer beim Wohnplatz Gehren. Das Grünland wird extensiv genutzt. Brachgefallene Grünlandflächen sind mit üppigen Hochstaudenfluren bedeckt. Der oft nicht trittfeste Talgrund wird von den mäandrierenden Bächen durchflossen. Der Landschaftsplan führt zum Wert vom LSG aus: „Als einzige Freiflächen in einem großen zusammenhängenden Waldgebiet haben die festgesetzten Bereiche neben ihrer landschaftsgliedernden und landschaftsbildprägenden Funktion einen hohen Wert als Trittsteinbiotop für Offenlandarten.“

## Schutzzweck
Der Landschaftsplan führt zum Schutzzweck aus: „Ergänzung der NSG-Festsetzungen der Talauen zu einem Grünlandbiotop-Verbundsystem, das Tieren und Pflanzen Wanderungs- und Ausbreitungsmöglichkeiten schafft und damit der Erhaltung der Leistungsfähigkeit des Naturhaushalts dient. Gleichzeitig wirken die offenen Talauen aufgrund ihrer überwiegenden Lage im waldreichen Plangebiet gliedernd und belebend im Bild der Landschaft und tragen damit zur Sicherung ihrer Vielfalt, Eigenart und Schönheit bei. Weiterhin sollen (Extensiv-)Grünlandflächen erhalten werden, die hervorgehobene Bedeutung für den Biotop- und Artenschutz haben.“

## Rechtliche Vorschriften
Wie in den anderen Landschaftsschutzgebieten vom Typ C in Sundern besteht im LSG ein Verbot der Erstaufforstung und Weihnachtsbaum-, Schmuckreisig- und Baumschul-Kulturen anzulegen. Grünland und Grünlandbrachen dürfen nicht in Acker oder andere Nutzungen umgewandelt werden.

## Gebot und Entwicklungsmaßnahmen
Wie für alle Landschaftsschutzgebiete vom Typ C im Landschaftsplangebiet wurde ein spezielles Gebot erlassen. „Das Grünland ist extensiv zu bewirtschaften, z. B. im Rahmen des Kulturlandschaftspflegeprogrammes des HSK.“
Wie für alle Landschaftsschutzgebiete vom Typ C in Sundern wurde ein spezielles zwei Entwicklungsmaßnahmen festgesetzt. Bei der landwirtschaftlichen Nutzung soll eine extensive Bewirtschaftung mit vertraglicher Regelungen angestrebt werden. Brachflächen sollen sektoral im Turnus von 3 Jahren – jedoch nicht vor dem 1. August eines Jahres – gemäht werden um eine Verbuschung zu verhindern. Als spezielle Entwicklungsmaßnahme wurden festgesetzt: „Die Gehölzstrukturen sind zu erhalten und bei Abgang nachzupflanzen.“